# Lucilia gressitti
Lucilia gressitti är en tvåvingeart som beskrevs av James 1971. Lucilia gressitti ingår i släktet Lucilia och familjen spyflugor. Inga underarter finns listade i Catalogue of Life.